# Ágios Geórgios (ort i Grekland, Mellersta Makedonien, Nomós Péllis)
Ágios Geórgios är en ort i Grekland.   Den ligger i prefekturen Nomós Péllis och regionen Mellersta Makedonien, i den norra delen av landet, 300 km norr om huvudstaden Aten. Ágios Geórgios ligger 19 meter över havet och antalet invånare är 321.
Terrängen runt Ágios Geórgios är platt. Runt Ágios Geórgios är det ganska tätbefolkat, med 120 invånare per kvadratkilometer. Närmaste större samhälle är Giannitsá, 13,3 km öster om Ágios Geórgios. Trakten runt Ágios Geórgios består till största delen av jordbruksmark.